# کریستف برانت
کریستف برانت (انگلیسی: Christophe Brandt؛ زادهٔ ۶ مهٔ ۱۹۷۷) دوچرخه‌سوار اهل بلژیک است.